# Markus Luty
Markus Luty ist ein US-amerikanischer theoretischer Physiker.
Luty studierte an der University of Chicago, an der er 1991 promovierte, und war als Post-Doktorand am Lawrence Berkeley National Laboratory und 1994/95 am Massachusetts Institute of Technology. 1996 wurde er Assistant Professor, 2001 Associate Professor und 2005 Professor an der University of Maryland. Seit 2007 lehrt er an der University of California, Davis.
Er befasst sich mit Elementarteilchenphysik und Kosmologie. Er forscht über dunkle Materie, Anzeichen neuer Physik jenseits des Standardmodells am Large Hadron Collider (wie Supersymmetrie, Extradimensionen, nichtstörungstheoretische Physik) und Theorien, in der die elektroschwache Wechselwirkung durch stark wechselwirkende konforme Dynamik gebrochen wird. In der Kosmologie arbeitete er zum Problem der kosmologischen Konstante und konsistente Infrarot (langwellige) Modifikationen der Allgemeinen Relativitätstheorie.
1998 fand er mit anderen dynamischen Bruch von Supersymmetrie über Anomalien vor (Anomaly mediated supersymmetry breaking, AMSB). Andere vorgeschlagene Mechanismen gehen über die Eichtheorien des Standardmodells oder die Gravitation.
1997 war er Sloan Research Fellow und 2010 erhielt er den Jensen-Preis, mit dessen Erhalt er Gastprofessor an der Universität Heidelberg war.
Er ist der Sohn von Fritz Luty (1928–2017), der aus Essen stammte, in Göttingen promovierte und Professor für Physik an der University of Utah war.